# Samostan sv. Jovana Bigorskega
Samostan sv. Jovana Bigorskega (makedonsko Манастир Свети Јован Бигорски) je pravoslavni samostan, ustanovljen leta 1020 na zahodu Republike Severne Makedonije.
Zaradi dobrega konstrukcijskega stanja, velikega šestvrstnega ikonostasa z lesenim okvirjem in trivrstne galerije pravoslavnih svetnikov in svetopisemskih motivov na zunanji steni samostanske cerkve je ena najpomembnejših kulturnih znamenitosti države. Ime samostana izhaja iz Janeza Krstnika, kateremu je samostan posvečen. Vzdevek Bigorski izhaja iz kamnine tuf (makedonsko bigor), ki so jo uporabljali kot gradbeni material. Sedanji iguman samostana od leta 1995 je makedonski škof Partenij Antaniski.

## Lega
Samostan stoji na strmem pobočju gore v dolini, ki jo tvori reka Radika v narodnem parku Mavrovo, približno 25 kilometrov severovzhodno od mesta Debar.

## Zgodovina
Samostan je leta 1020 zgradil bolgarski duhovnik Jovan iz Debra, ki je takrat pripadal ohridski nadškofiji Bolgarske pravoslavne cerkve. Ta je prišel iz okolice Debra in je živel kot asket ob reki Radiki. Jovan Debranin je v gozdu, blizu vodnjaka blizu svoje puščavnice, zagledal močno in čudovito svetlobo med drevesi, ki se je kot ognjeni steber dvigala v nebo. Ko se je približal, je zagledal neizdelano ikono sv. Janeza Krstnika. Presenečen in pretresen je nato začel graditi majhno kapelo. Po drugem izročilu razsvetljenca Jordana Hajikonstantinova, ki je bilo 1. januarja 1859 objavljeno v časopisu Zarigradski Vestnik, se gradnja samostana pripisuje carju Samuelu Bolgarskem.
Z osvojitvijo regije s strani Osmanskega cesarstva je bil samostan med vladavino sultana Selima I.(1512-1520) v 16. stoletju večinoma uničen; uničenje je preživela le majhna cerkev. Leta 1743 se je začela obnova samostana.
Zaradi geografske lege sta bila pokrajina in samostan deležna številnih ropov. Leta 1814 je lokalni mestni upravitelj Debarčan Yusuf Beg nameraval porušiti samostan in ga spremeniti v tekijo. 8. septembra istega leta je bil v boju ranjen in 21. septembra končno umrl. Med pogrebom je z neba padala močna toča in nevihta, ki je ubila dvajset ljudi Yusuf Bega. To so razumeli kot božjo kazen, po kateri je samostan ostal nedotaknjen.
Samostan so zelo cenili tudi drugi verniki, saj so bila samostanska vrata dan in noč odprta vsem, ki so prihajali, ne glede na vero in narodnost. Sredi 19. stoletja se je na primer Janez Krstnik v sanjah prikazal turškemu begu iz Albanije, ki ga je povabil v samostan sv. Jovana Bigorskega, da bi s čudežnimi vodami samostana umil svojega hudo bolnega otroka. Ko je beg ubogal in je njegov otrok čudežno ozdravel, je samostanu iz velike hvaležnosti podaril oljčne nasade pri Elbasanu v osrednji Albaniji. Samostan je dolgo pridobival oljčno olje iz teh oljčnih nasadov, preden so ga v 1930-ih začeli prodajati.
Ikonostas so ustvarili lokalni umetniki pod vodstvom Petreja Filipovskega - Garkate (Debarska šola) v letih 1829-1835.Od leta 1897 je samostan spet pripadal Bolgarski pravoslavni cerkvi.
Na zunanji steni samostanske cerkve so bile leta 1871 še vedno freske svetih Klimenta  Ohridskega, Nauma, Ivana Vladislava, Cirila in Metoda, Borisa I. Bolgarskega in kralja Ivana Šišmana. Med srbsko vladavino v Vardarski Makedoniji med letoma 1913 in 1941 so del fresk, vključno z napisi, spremenili in okrasili srbski svetniki, kot je Štefan Uroš III. Dečanski in Lazar Hrebeljanović sta zamenjana.
Leta 1918 so bolgarskega igumana samostana Partenija brutalno mučili in ubili, ker samostana ni hotel razglasiti za srbskega. Razrezali so ga na kose in njegove dele telesa nato vrgli v reko Radiko.
Glede na politična dogajanja v začetku 20. stoletja je samostan pripadel Srbski pravoslavni cerkvi, preden je z osamosvojitvijo Makedonije prešel pod Makedonsko pravoslavno cerkev. Meniško življenje je zamrlo s smrtjo igumana Spiridona leta 1948 in novonastalo komunistično Jugoslavijo. Samostan, ki je bil med komunističnim obdobjem močno zanemarjen, se je zdel zapuščen, preden so ga po osamosvojitvi Severne Makedonije obnovili. Svojo nekdanjo slavo je samostan dočakal šele, ko je leta 1995 samostan prevzel iguman Partenij in obnovil samostansko življenje.
Med uničujočim požarom leta 2009 so stari objekti pogoreli. Rekonstrukcija se je začela spomladi 2010 z namenom, da se stavbam čim bolj povrne njihov prvotni slog.
Novembra 2015 so menihi samostana postali znani po vsej Severni Makedoniji, ko so rešili primer umora iz časa balkanskih vojn. Menihi samostana so v jami pri Galičniku našli posmrtne ostanke štirih menihov, ki so jih srbski žandarji umorili med srbsko vladavino Vardarske Makedonije.
Današnje meniško bratstvo sestavljajo iguman Partenij, dvaindvajset menihov in sedem novincev, ki živijo po pravilih meniške republike svete gore Atos. Bratovščino samostana tradicionalno varuje peralna straža, ki je oblečena v posebne obredne noše iz tega kraja. Za goste, ki se želijo vključiti v samostansko življenje, je na voljo gostišče, zgrajeno ob koncu 20. stoletja. Da bi bili kos velikemu številu vernikov in obiskovalcev, so leta 2021 na parkirišču zgradili gostišče.

## Ikonostas
Notranjo ureditev in okrasitev cerkve je leta 1810 začel opat Arsenij. Opat Arsenij je do konca svojega življenja ostal najodgovornejši za najemanje ikonopiscev in slikarjev.
Najlepši okras v cerkvi in tisto, po čemer je ta tempelj najbolj znan, je seveda čudovit in edinstven ikonostas te vrste v pravoslavju, mojstrovina Mijačovih kopaničarjev, ki so po svoji spretnosti v obdelavi lesa ostali neprekosljivo do danes. To so znameniti Petre Filipovski - Garkata iz vasi Gary, s svojo ekipo in Makarij Frchkovski iz Galičnika. To monumentalno delo so dokončali v presenetljivo kratkem času, od 1830 do 1835.
Po svoji arhitekturi je podoben dvonadstropnim ikonostasom, ki jih najdemo najprej na Atosu (Sveti gori), nato pa po vsem Balkanskem polotoku. Arsenijeva želja je bila, da bi bil ikonostas samostana eden najlepših do tedaj. Zato se je odločil angažirati najboljše mojstre in najboljše slikarje tistega časa, kar je prispevalo k temu, da je ikonostas s svojo unikatnostjo prekašal vse druge. To potrjuje Damjan Arsov, nekdanji Debarčan, ki je leta 1895 je izjavil, da ikonostasa v bigorskem samostanu sploh ni na Sveti gori, in jo je vso obiskal.
Tisto, kar dela ikonostas edinstven in neponovljiv, je uporaba človeške figure. Tu so mizarji pokazali vso svojo spretnost, saj so na razmeroma majhnem prostoru postavili precejšnje število prizorov iz Stare in Nove zaveze. Ti prizori so prikazani tako, da se nam posreduje dramatičnost celotne situacije, kot bi bila živa in resnična, kot bi se odvijala pred našimi očmi.
Poleg človeške figure so v okrasju ikonostasa prisotni tudi različni živalski in cvetlični motivi. Vsa ta kompleksnost je dosežena v prijetnem sozvočju, skozi vnaprej pripravljeno risbo - načrt rezbarjev. Njihova potrpežljivost pri izrezovanju v les in na tako majhnem prostoru izrezljati toliko prizorov iz Svetega pisma vzbuja pri ljudeh pravo občudovanje. Kaj so ti rezbarji ustvarili, ne najdemo niti na Sveti gori niti med epirskimi rezbarji, še najmanj pa med rezbarji balkanskih rezbarskih šol.
Ikonostas je prilagojen dimenzijam cerkve. Zato so tukaj tri vrste ikon, kar je redek primer, saj so ikonostasi s samo dvema vrstama ikon pogostejši. Podoben je svetogorskemu ikonostasu iz 19. stoletja, s centralno postavljenimi cesarskimi vrati in dvema stranskima vhodoma, na južni in severni strani. Cesarska vrata so dvokrilna in bogato zapolnjena z rezbarijami in ikonami s predstavo Marijinega oznanjenja. Poleg Oznanjenja so mojstri rezbarji ustvarili še eno kompozicijo iz Kristusovega življenja, nato enega od njegovih čudežev – Ozdravitev slepega, pa tudi Izgon trgovcev iz templja.
Izrezljane pravokotne deske pod prestolnimi ikonami so najlepši del ikonostasa v Bigorskem. Na teh deskah se potrjuje virtuoznost kopanikarjev, njihova nedosegljivost v rezbarstvu. Tu, v teh prostorih, kjer je predstavljenih več kot petsto človeških in okoli dvesto živalskih podob, sta ilustrativno predstavljeni Stara in Nova zaveza. Iz Stare zaveze izstopajo: Abrahamova žrtev, Izvirni greh in Izgon Eve in Adama iz raja, Kajnov umor idr. Nova zaveza se začne z drugo ploščo, z življenjem Device. Periči iz plemena Petra Filipovskega, ki so delali na ikonostasu, kot bi želeli izraziti vso svojo naklonjenost in spoštovanje do Matere božje – Device, tako da so ustvarili štirinajst prizorov iz njenega življenja. Na drugi plošči zavzemata osrednje mesto Devica in Kristus. Levo od nje je Oznanjenje, desno pa značilno Čaščenje treh kraljev, ki prinašajo darove in se klanjajo pred Marijo. Tukaj je zelo impresivno prikazan Beg v Egipt. V izrazu obrazov tega prizora se prenaša psihološki element drame, ki je doletela betlehemske otroke, ki so jih po ukazu kralja Heroda pobili.
Naslednje plošče prikazujejo življenje in trpljenje našega Gospoda Jezusa Kristusa. V sredini je predstavljena Zadnja večerja, na levi sta Judeževa izdaja in Molitev v vrtu Getsemani, na desni polovici pa se nadaljujejo kompozicije: Pot na Kalvarijo, Nejeverni Tomaž, Kristus pred Pilatom in drugi.
Pod prestolno ikono sv. Janeza Krstnika je več prizorov iz življenja Janeza Krstnika. Tu so prikazane Rojstvo sv. Janeza, Herodov rojstni dan, Salomin ples itd., med katerimi je najlepša predstavljena Obglavljenje Janeza Krstnika.
Na območju pod prestolno ikono Apostolski svet so rezbarji na svoj način upodobili to isto ikono v rezbariji. Tu je predstavljen Kristus med apostoli z maketo cerkve, ki jo držita dva angela, z apostoloma sv. Petra in Pavla v ospredju, kot ustanovitelja Cerkve. Pravzaprav imajo vse ikone svoje vzporedne upodobitve v rezbarijah, ki so takoj pod njimi.
Zgornji del ikonostasa je eden najbolj impresivnih in je okrašen z velikim križem iz Kristusovega križanja in njegovimi spremljajočimi deli. Ta vrsta križa je pogosta med rezbarjenimi ikonostasi v postbizantinskem obdobju, zlasti v 17., 18. in 19. stoletju, in je simbol vere, odrešenja in zmage. Lame, ki so predstavljene ob vznožju križa, simbolizirajo zlo, ki ga je premagal Kristus.

## Ikona sv. Janeza Krstnika
Poleg ikonostasa je samostan znan tudi po ikoni sv. Janeza Krstnika, za katerega verjamejo, da ima čudežno moč. Po izročilu naj bi ikono leta 1020 našel menih Jovan. Sama je prišla na kraj, kjer je bil pozneje zgrajen samostan, in se povzpela nad izvire reke Radike. V 16. stoletju, v času vladavine sultana Selima II., so Osmani samostan požgali, ikona pa je skrivnostno izginila, da bi se še bolj skrivnostno vrnila nepoškodovana. V samostanskih knjigah je zapisano, da ikona sv. Janeza Krstnika ni bila varovana 35 let in da je bila ikona šele leta 1885 prevlečena s srebrnim oklepom. Na ikoni je Janez Krstnik predstavljen kot svetnik s tremi rokami. Verjame se, da ikona pomaga staršem, ki ne morejo imeti otrok.[1]

## IkonaDostojno je
S severne strani boža blago obličje Blažene Device Marije. Ta njena ikona je verna kopija ikone Dostojno je (Axion estin; grško Ἄξιόν ἐστιν, srbsko Достóйно éсть, Dostóino yesť), največje svetogorske svetnice. Po posebni želji in prizadevanju arhimandrita Partenija je bila leta 2009 izdelana in prinesena v samostan, potem ko je bila blagoslovljena v prvotnem na Sveti gori.

## Relikvije
Samostan ima veliko zbirko svetih relikvij, vključno z relikvijami Janeza Krstnika, Klimenta Ohridskega, Lazarja iz Betanije, Štefana, Nikolaja iz Mire, Barbare iz Nikomedije, Paraskeve iz Rima, Trifuna, Agatangela iz Bitole in del pravega križa.
Drugo svetišče samostana je ikona Janeza Krstnika, ki je iz leta 1020. Verniki ji pripisujejo čudežno zdravilno moč.

## Legenda
Po legendi je v 16. stoletju v samostan prišel beg iz Albanije, da bi molil. Naslednje leto je dobil sina in vse svoje premoženje podaril svetemu Janezu. Obljubil je tudi, da bo v samostan poslal oljčno olje, ki so ga pridelovali na njegovem posestvu. Danes domačini verjamejo, da je na begovem posestvu tabla z napisanim svetnikovim imenom.

## Praznovanja
Glavni praznik samostana, samostanska slava, je Odsekanje glave sv. Janeza Krstnika, 29. avgusta po starem oziroma 11. septembra po novem. Manjša praznovanja so rojstvo svetega Janeza Krstnika, 23. junija/7. julija in spomin na čudež Blažene Device Marije z ikono Dostojno je, 11./24. junija. Poleg tega se slovesno praznujejo prazniki Marijinega vnebovzetja 15./28. avgusta, god opata arhimandrita Partenija 7./20. februarja, še posebej pa vstajenje in Kristusovo rojstvo.